# Viana (comarca)
Viana è una comarca della Spagna, situata nella comunità autonoma di Galizia ed in particolare nella provincia di Ourense.